# Olsza (województwo łódzkie)
Olsza – wieś w Polsce położona w województwie łódzkim, w powiecie brzezińskim, w gminie Rogów.
W latach 1975–1998 miejscowość położona była w województwie skierniewickim.